# Air Cargo Germany
Air Cargo Germany GmbH (ACG) - założone w 2008 roku niemieckie linie lotnicze z siedzibą w Porcie lotniczym Frankfurt-Hahn, od 2009 roku oferujące przewozy cargo.
W 2013 roku firma zawiesiła działalność.

## Flota
W dniu zamknięcia działalności firma dysponowała czterema Boeingami 747-400F